# السجزي
أبو سعيد أحمد بن محمد بن عبد الجليل السِّجْزي، ولقب السجزي نسبة لبلده سجستان المعروف في أطراف خراسان شرقي إيران. والسِّجْزي من علماء الرياضيات والفلك المشهورين في تاريخ الحضارة الإسلامية. وهو الذي قال بدوران الأرض قبل كوبرنيكوس بأربعة قرون، ولم تذكر الموسوعات وكتب تاريخ العلوم عام ميلاده، ولكن ذكر الدكتور أحمد سعيدان عند نشره لإحدى رسائله بإن ولادته كانت عام 340 هـ، الموافق عام 951م، ولكنه اختلف في عام وفاته ما بين عامي (415 هـ /1024م، و416 هـ /1025م)، وقد أجمع معظم مؤرخي العلوم بعد تحقيق المعلومات المتاحة عن حياته على أنه توفي عام (415 هـ /1024م). وقد عاصره أبو ريحان البيروني (المتوفي عام 440 هـ، 1049م)، وتحدث البيروني عنه مبجلا إياه في كتبه، ويذكره في كتابه (تحديد نهايات الأماكن..)، أنه كان في عداد الفلكيين الذين حضروا الرصد العضدي بشيراز عام 359 هـ، 970م.
يعد الباحثون السِّجْزي أول مَن تحدث عن حركة الأرض وذلك عندما أبدع الأسطرلاب الزورقي المبني على أن الأرض متحركة تدور حول محور لها، وكذلك الفلك السبعة السيارة وما تبقى من الفلك ثابت. وقد وصف في إحدى مؤلفاته آلة تعرف بها الأبعاد، وشرح تركيبها وطرق عملها، والكتاب بعنوان مقدمة لصنعة آلة تعرف بها الأبعاد. وللسجزي ما يزيد عن أربعين كتابا ورسالة، ناقش فيها العديد من المسائل العلمية.

## حياته ودراساته
عاش السِّجْزي في شيراز في ظل حماية عضد الدولة البويهي الديلمي (المتوفي عام 372 هـ، 983م)، ولقد أورد في كثير من مؤلفاته اسم هذا الحاكم. والذي يبدو من خلال ما ورد عنه أنه كان رياضيا فلكيا وعالما متبحرا بالأمور التنجيمية، أي إنه منجم أكثر منه فلكي، وهذا أمر شائع في الفلكيين القدماء أمثال الطوسي وغيره من كبار علماء الفلك في عصره.
درس السِّجْزي بعناية قطوع المخروط وتقاطعها مع الدائرة. وقد اهتم اهتماما خاصا بالهندسة، وبخاصة في شكلها التعليمي، فكانت بعض كتبه تأخذ هيئة إجابات عن أسئلة مطروحة، ومن أهمها: رسالة في جواب مسائل هندسية، وأجوبة على مسائل هندسية.
درس كذلك صفات بعض الأشكال الهندسية في كتبه، ومنها: خواص الأعمدة في المثلث، رسالة في خواص الدائرة، ورسالة في كيفية تصور الخطين الذين يقربان ولا يلتقيان، ورسالة في خواص الأعمدة الواقعة في النقطة المعطاة إلى المثلث المتساوي الأضلاع. وكان يحرص على مناقشة الأمور الهندسية والرياضية مع العلماء الآخرين، وقد ناقش كثيرا من آراء إقليدس في كتبه ومن أهمها: رسالة في الشك في الشكل الثالث والعشرين ويقصد به الشكل الثالث والعشرين من المقالة الحادية عشرة من كتاب الأصول لإقليدس. ثبت براهين بعض الأشكال في كتاب الأصول، وناقش كذلك أرخميدس في كتابه المأخوذات وذلك في رسالته التي تضمنت جوابا عن المسألة التي سئل فيها عن بعض الأشكال المأخوذة من كتاب المأخواذات.

## أهم مؤلفاته
- الجامع الشاهي، وهي مجموعة مؤلفة من خمسة عشر رسالة في علم الفلك.
- صد الباب، أو مائة باب، وهو كتاب يشتمل على فروع الحساب.

ولقد سجل المستشرق الألماني كارل بروكلمان، ما يزيد عن ثلاثين رسالة وكتاب للسجزي، ولقد أحصاها وذكر أماكن تواجدها وارقامها المسجلة في مكتبات العالم، ومن أهم كتبه الرياضية: رسالة في تحصيل إيقاع النسبة المؤلفة الاثنى عشر في الشكل القطاع المسطح بدرجة واحدة وكيفية الأصل الذي تتولد منه هذه الدرجة وقد ألفه عام 389 هـ /998م.